# 蓝树
蓝树（学名：Wrightia laevis）是夹竹桃科倒吊笔属的植物。分布在印度、缅甸、菲律宾、泰国、澳大利亚、印度尼西亚、越南、马来西亚以及中国大陆的云南、贵州、广西、广东等地，生长于海拔650米至1,500米的地区，一般生于村中、山地疏林中、路旁以及山谷向阳处，目前尚未由人工引种栽培。

## 别名
羊角汁（广西东兴）；米木（广西上思）；大蓝靛（广西藤县）；木靛（广西苍语）；板蓝根（广西博白、南宁）；大青叶（广西邕宁）；木蓝（广西平南、海南）；七星树（广东阳江）；滞良（海南东方）；山蓝树（海南儋县）；蓝木（海南澄迈）；岭刀把（海南琼中、定安）